# Annihilator (Band)
Annihilator (engl. „Vernichter“) ist eine Thrash-Metal-Band aus der kanadischen Stadt Vancouver. Sie wurde von dem Gitarristen Jeff Waters gegründet.

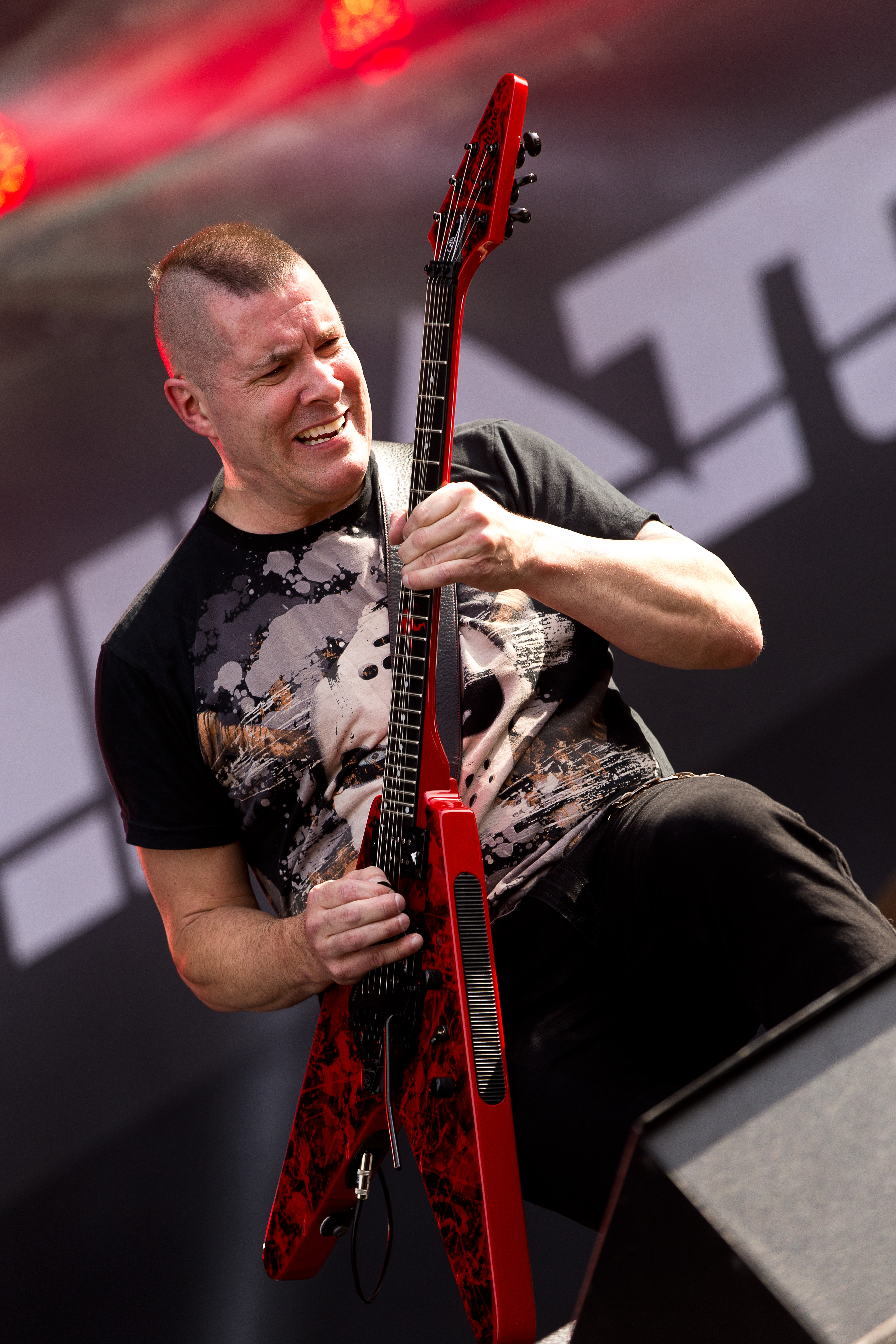
Der Gründer und Gitarrist Jeff Waters auf dem Rockharz Open Air 2016

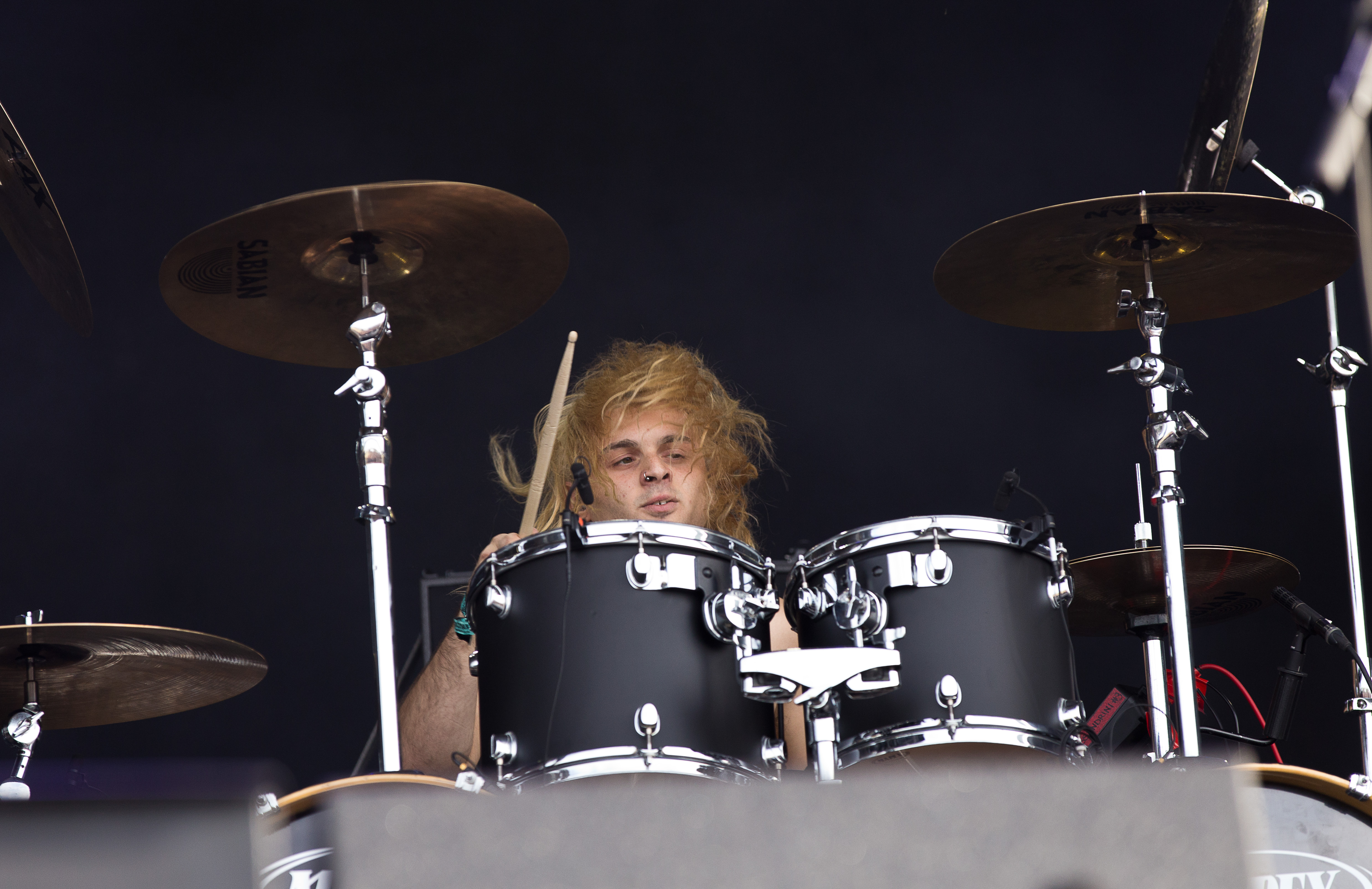
Der Schlagzeuger Fabio Alessandrini auf dem Rockharz 2016

## Geschichte

### Die frühen Jahre: 1984–1988
Annihilator werden 1984 in Ottawa von Jeff Waters ins Leben gerufen. Als Sänger und Texter steht ihm John Bates zur Seite. 1985 nimmt das Duo den Song Annihilator in einem lokalen Studio auf, wobei Jeff Waters neben der Gitarre auch für das Schlagzeug und den Bass verantwortlich ist. Wenig später finden die beiden in Dave Scott einen passenden Bassisten. Für erste Promotion-Fotos wird kurzerhand der Layouter des Demos, Rob Lange, als vermeintlicher Schlagzeuger mit aufs Foto genommen. Kurz darauf finden die drei Musiker in Paul Malek den passenden Trommler. Als zweite Gitarristen gehören zeitweise Myles Rourke und Joe Bongiorno zur Band.
Die Viererbesetzung Waters, Bates, Scott und Malek nimmt noch im selben Jahr das erste Banddemo Welcome To Your Death auf und gibt in Val D’Or, Quebec, ihre ersten Konzerte. Nach dem Ausstieg von Malek stößt kurzzeitig Richard Death als Schlagzeuger zur Band, bevor sich die Gruppe trennt und Jeff Waters alleine weiter macht. 1986 nimmt Waters das zweite Demo Phantasmagoria auf, bei dem er neben Gitarre und Bass auch für den Gesang zuständig ist. Am Schlagzeug sitzt erneut Paul Malek. Das Demo avanciert später zu einem der fünf meist getauschten Tapes aller Zeiten im Heavy-Metal-Sektor. 1987 folgt ein drittes, unbetiteltes Demo mit dem Waters das Interesse von Plattenfirmen und einem Manager aus Vancouver erregt. Den Versprechungen des Managers glaubend, siedelt Jeff Waters nach Vancouver um.
Dort stößt er auf den Schlagzeuger Ray Hartmann, mit dem sich Waters nun zusammen tut. 1988 beginnen die beiden mit den Aufnahmen zum ersten Album von Annihilator, auf dem Jeff Waters erneut alle Gitarren und den Bass einspielt. Parallel dazu macht sich das Duo auf die Suche nach einem Sänger, den sie schließlich 1989 in dem ehemaligen Bassisten der kanadischen Kult-Punk-Band D.O.A, Randy Rampage, finden.
Annihilator unterschreiben schließlich bei Roadrunner Records, die jedoch eine komplette Band haben wollen. Der Posten am Bass ist schnell mit Wayne Darley besetzt. Die Besetzung der Position an der zweiten Gitarre gestaltet sich als etwas schwieriger. Als die Plattenfirma ein Bandfoto von Annihilator haben möchte, erscheint Casey Taeves, der gerade eine Audition mit der Band abhält, auf dem Bild. Die Entscheidung fällt schlussendlich zwischen Anthony Greenham und Dave Scott Davis. Obwohl Greenham sowohl auf der Rückseite des Debütalbums erscheint und auch im Videoclip zu Alison Hell zu sehen ist, erhält letztlich Dave Scott Davis den Job, der auch die Tour mitspielt. In dem Song Alison Hell ist neben Rampage und Waters in einigen Passagen John Bates sowie der Sänger Dennis Dubeau zu hören.

### Die ersten Erfolge: 1989–1994
Alice in Hell, so der Titel des ersten Albums, erscheint im September 1989 und sorgt nicht zuletzt wegen des Songs Alison Hell für ein großes Aufhorchen in der Szene. Aufgrund von Unstimmigkeiten auf der folgenden Tour (mit Onslaught in Europa und Testament in den USA) wird Sänger Randy Rampage noch vor der Aufnahme des zweiten Albums gefeuert und durch den ehemaligen Omen-Sänger Coburn Pharr ersetzt.
Das zweite Album Never, Neverland unterstreicht den Status von Annihilator nicht zuletzt durch eine Europatour als Vorgruppe von Judas Priest. Annihilator stehen dabei an zweiter Stelle im Billing über Pantera. Waters erhält noch im selben Jahr die Einladung, um bei Megadeth für den freigewordenen Gitarristenposten vorzuspielen. Er zieht es aber vor, sich weiterhin um seine eigene Band zu kümmern. Mit dem nächsten Album ändert sich wieder einmal die Besetzung der Band. Gitarrist Davis räumt seinen Platz für Neil Goldberg und Coburn Pharr übergibt sein Mikro an Aaron Randall. Schlagzeuger Ray Hartmann ist zwar noch auf drei Songs des Albums zu hören, wird letztlich aber durch Mike Mangini ersetzt. Auf dem Song Phoenix Rising, der ersten Annihilator-Ballade, ist Rik Fedyk am Schlagzeug zu hören.
Set the World on Fire markiert eine teilweise Abkehr vom Thrash Metal der frühen Jahre, hin zu etwas kommerziellerem Heavy Metal. Das Album verkauft sich in Asien hervorragend, wird aber von den europäischen und amerikanischen Fans nicht so gut aufgenommen wie die beiden ersten Veröffentlichungen. Nach einer Europatour mit Coroner verlässt Mangini die Band in Richtung Extreme. Neuer Drummer wird Randy Black und Dave Scott Davis kehrt als zweiter Gitarrist zur Band zurück. Auch Bassist Wayne Darley – mittlerweile neben Waters das einzige verbliebene Mitglied des Debütalbums – räumt seinen Platz. Für ihn kommt Cam Dixon.
Zur gleichen Zeit werden Annihilator aus ihrem Deal mit Roadrunner entlassen. Die Band unterschreibt neu bei Music For Nations. 1994 sind Annihilator – oder besser gesagt Jeff Waters und Randy Black – wieder im Studio. Das vierte Album King of the Kill ist nicht nur wieder deutlich härter, sondern wartet auch gleich mit dem vierten Sänger auf: Jeff Waters steht nun selber am Mikro. Spätestens jetzt kann Annihilator offiziell als Soloband von Jeff Waters betrachtet werden.

### Die späten 90er: 1996–1999
1996 erscheint das Album Refresh the Demon, eine konsequente Fortsetzung von King of the Kill. Waters singt immer noch selbst, Randy Black sitzt am Schlagzeug, wird auf Tour aber durch Dave Machander ersetzt. Zweiter Gitarrist ist weiterhin Dave Scott Davis und am Bass steht Lou Bujdoso. Ein Jahr später ist Waters wieder zurück. Das Album Remains wird komplett im Alleingang von Waters produziert und aufgenommen. Der Einsatz eines Drumcomputers gibt der Platte einen maschinellen Anstrich, der sich über das ganze Album zieht.
1999 unterschreiben Annihilator erneut bei Roadrunner Records. Das Album Criteria for a Black Widow erscheint in der reformierten Besetzung Randy Rampage (Gesang), Jeff Waters und David Scott Davis (Gitarren), Russell Bergquist (Bass) und Ray Hartmann (Schlagzeug). Doch bereits auf der darauf folgenden Tour mit Overkill eskaliert die Situation, als ein betrunkener Rampage im Tourbus randaliert. Sein Ersatz wird Joe Comeau, der zuvor bei Overkill Gitarre spielte.

### Das neue Jahrtausend: 2000–2005
Im Januar 2001 erscheint Carnival Diablos als erstes Album in der neuen Besetzung. Es folgt eine Tour mit Soilwork und Nevermore, deren Tourgitarrist Curran Murphy nach Ende der Tour ins Lager von Annihilator wechselt, da Davis wegen einer Verletzung passen muss. Ray Hartmann verlässt ebenfalls die Band, da er seinen gut bezahlten Job nicht für Annihilator aufgeben möchte. Für ihn kehrt erneut Randy Black zurück. Das im März 2002 über SPV/Steamhammer veröffentlichte Album Waking the Fury besticht vor allem durch seinen verzerrten Gitarrensound, für den Waters aber einiges an Kritik einstecken muss. Es folgt eine Tour als Headliner mit Seven Witches und Debase, bevor sich Waters überraschend wegen „musikalischen und persönlichen Differenzen“ von Joe Comeau trennt.
Im Sommer 2002 springt Jeff Waters als Ersatz für Al Pitrelli bei Savatage ein und absolviert eine Tour. Im Oktober unterschreiben Annihilator bei AFM Records und veröffentlichen das Live-Album Double Live Annihilation, bevor man sich auf die Suche nach einem neuen Sänger macht. Noch im Sommer 2003 stellen Annihilator mit Dave Padden Comeaus Nachfolger vor und absolvieren eine Europatour. Padden spielte zuvor bei den Kanadiern Theory of a Deadman. Im gleichen Jahr nimmt Randy Black eine gut bezahlte Offerte von Primal Fear an und verlässt Annihilator. Für die Aufnahmen zum nächsten Album kehrt deshalb Mike Mangini als Schlagzeuger zurück. Im Januar 2004 verlässt Russell Bergquist die Band. Er wird durch Sandor de Bretan ersetzt.
All For You erscheint im Mai. Als die Band im Juni als Support für die wiedervereinten Judas Priest durch Europa tourt, sitzt zudem Rob Falzano am Drumkit. Im August ist Jeff Waters wieder einmal im Gespräch als Leadgitarrist bei Megadeth, doch es wird erneut nichts aus der Idee. Das elfte Studioalbum Schizo Deluxe erscheint im November 2005. Als Schlagzeuger ist Tony Chappelle zu hören. Ende Februar 2006 erscheint die erste DVD-Veröffentlichung der Band mit dem Titel Ten Years in Hell.

### Aktivitäten bis 2020
Trotz etlicher Besetzungswechsel zählen Annihilator immer noch zu den bekanntesten Thrash-Metal-Bands. Eine Tour zu Schizo Deluxe wurde im Frühsommer 2006 absolviert. Am 13. April 2007 erschien das nächste Annihilator-Studioalbum, das den Titel Metal trägt. Jeff Loomis (Nevermore), Angela Gossow und Michael Amott (Arch Enemy), Steve „Lips“ Kudlow (Anvil), Alexi Laiho (Children of Bodom), Anders Bjørler (The Haunted), Jesper Strømblad (In Flames), Corey Beaulieu (Trivium), Jacob Lynam (Lynam), William Adler (Lamb of God), sowie Danko Jones wirken auf der Platte im Rahmen von Gastbeiträgen mit.
Am 16. April wurde das Album auch in Europa veröffentlicht. Dem folgend gingen Annihilator als Support von Trivium auf eine Europatournee, die mehr als 40 Konzerte umfasste mit Alex Landenburg hinter dem Schlagzeug und Brian Daemon, als Bassist. Das Ende der Tournee feierte Annihilator als Headliner bei dem Sweden Rock Festival in Sölvesborg im Juni 2007.
Im Oktober 2007 traten Annihilator als Vorband beim europäischen Part der „Wicked World Tour“ von Iced Earth auf. Am 17. Mai 2010 erschien ihr dreizehntes Studioalbum Annihilator in den USA. In Europa erschien das Album am 21. Mai 2010.
Am 1. August 2013 spielten sie erneut auf dem Wacken Open Air. Des Weiteren erschien am 23. August 2013 ihr vierzehntes Studioalbum Feast in Europa. Im Dezember 2014 verließ Dave Padden die Band, da er keine Lust mehr hatte, auf Tour zu gehen. Im Rahmen der 70000 Tons of Metal-Kreuzfahrt trat die Band zum ersten Mal wieder mit Coburn Pharr auf, der einst auf dem Album Never, Neverland gesungen hatte. Jeff Waters übernahm wieder den Gesang und begann die Arbeit am neuen Album Suicide Society, welches am 18. September 2015 erschien.
2017 erschien mit For the Demented das sechzehnte Album. Am 14. August 2018 starb der frühere Annihilator-Sänger Randy Rampage nach einem Herzinfarkt im Alter von 58 Jahren. Am 24. Januar 2020 veröffentlichte die Band ihr 17. Studioalbum Ballistic, Sadistic.

## Besetzung
Seit ihrer Gründung gab es in der Band zahlreiche Wechsel. Mit Ausnahme von Jeff Waters, der kontinuierlich am Konzept weiterarbeitete, ist bis heute kein Gründungsmitglied mehr in der Band.

## Diskografie

### Studioalben
| Jahr | Titel Musiklabel                              | Höchstplatzierung, Gesamtwochen, AuszeichnungChartplatzierungen (Jahr, Titel, Musiklabel, Platzierungen, Wochen, Auszeichnungen, Anmerkungen) | Höchstplatzierung, Gesamtwochen, AuszeichnungChartplatzierungen (Jahr, Titel, Musiklabel, Platzierungen, Wochen, Auszeichnungen, Anmerkungen) | Höchstplatzierung, Gesamtwochen, AuszeichnungChartplatzierungen (Jahr, Titel, Musiklabel, Platzierungen, Wochen, Auszeichnungen, Anmerkungen) | Höchstplatzierung, Gesamtwochen, AuszeichnungChartplatzierungen (Jahr, Titel, Musiklabel, Platzierungen, Wochen, Auszeichnungen, Anmerkungen) | Anmerkungen                                                          |
| Jahr | Titel Musiklabel                              | DE | AT | CH | UK | Anmerkungen                                                          |
| ---- | --------------------------------------------- | --- | --- | --- | --- | -------------------------------------------------------------------- |
| 1989 | Alice in Hell Roadrunner Records              | — | — | — | — | Erstveröffentlichung: 5. September 1989                              |
| 1990 | Never, Neverland Roadrunner Records           | DE37 (11 Wo.)DE | — | — | UK48 (1 Wo.)UK | Erstveröffentlichung: 12. September 1990                             |
| 1993 | Set the World on Fire Roadrunner Records      | DE79 (7 Wo.)DE | — | — | — | Erstveröffentlichung: 24. August 1993                                |
| 1994 | King of the Kill Hypnotic                     | — | — | — | — | Erstveröffentlichung: 10. Oktober 1994                               |
| 1996 | Refresh the Demon Music for Nations           | — | — | — | — | Erstveröffentlichung: 11. März 1996                                  |
| 1997 | Remains CMC International                     | — | — | — | — | Erstveröffentlichung: 21. Juli 1997                                  |
| 1999 | Criteria for a Black Widow Roadrunner Records | DE79 (1 Wo.)DE | — | — | — | Erstveröffentlichung: 1. Juni 1999                                   |
| 2001 | Carnival Diablos Steamhammer Records          | DE71 (1 Wo.)DE | — | — | — | Erstveröffentlichung: 23. Januar 2001                                |
| 2002 | Waking the Fury SPV                           | — | — | — | — | Erstveröffentlichung: 18. März 2002                                  |
| 2004 | All for You AFM                               | — | — | — | — | Erstveröffentlichung: 26. Oktober 2004                               |
| 2005 | Schizo Deluxe AFM                             | — | — | — | — | Erstveröffentlichung: 8. November 2005                               |
| 2007 | Metal SPV                                     | — | — | — | — | Erstveröffentlichung: 16. April 2007                                 |
| 2010 | Annihilator Earache Records                   | DE49 (1 Wo.)DE | — | — | — | Erstveröffentlichung: 17. Mai 2010                                   |
| 2013 | Feast UDR                                     | DE20 (2 Wo.)DE | — | CH36 (1 Wo.)CH | — | Erstveröffentlichung: 23. August 2013                                |
| 2015 | Suicide Society UDR                           | DE44 (1 Wo.)DE | — | CH33 (1 Wo.)CH | — | Erstveröffentlichung: 18. September 2015                             |
| 2017 | Triple Threat UDR                             | DE93 (1 Wo.)DE | — | — | — | Erstveröffentlichung: 27. Januar 2017                                |
| 2017 | For the Demented UDR                          | DE73 (1 Wo.)DE | — | CH42 (1 Wo.)CH | — | Erstveröffentlichung: 3. November 2017                               |
| 2020 | Ballistic, Sadistic Neverland Music           | DE22 (1 Wo.)DE | AT47 (1 Wo.)AT | CH11 (2 Wo.)CH | — | Erstveröffentlichung: 24. Januar 2020                                |
| 2022 | Metal II earMusic                             | DE46 (1 Wo.)DE | — | CH50 (1 Wo.)CH | — | Erstveröffentlichung: 18. Februar 2022 mit Stu Block & Dave Lombardo |

### Livealben
- 1996: In Command Live 1989
- 2003: Double Live Annihilation
- 2009: Live at Masters of Rock
- 2017: Triple Threat Live

### Kompilationen
- 1994: Bag of Tricks
- 2004: The Best of Annihilator

### Singles und EPs
- 1990: Stonewall
- 1991: Never, Neverland
- 1993: Set the World on Fire
- 1993: Phoenix Rising
- 2004: The One (EP)

### Demotapes
- 1985: Welcome to Your Death
- 1986: Phantasmagoria
- 1987: Unbetiteltes Demo
- 1988: Alice in Hell

### Videoalben
- 2006: Annihilator: Ten Years in Hell (2 DVDs)
- 2009: Annihilator – Live at Masters of Rock